# Whitman Sisters
Le Whitman Sisters erano quattro sorelle afroamericane, star del Black Vaudeville. Hanno gestito la loro compagnia di spettacolo itinerante per oltre quarant'anni, dal 1900 al 1943, diventando il numero più longevo e meglio pagato del circuito T.O.B.A.. Erano composte da Mabel (May) (nata in Ohio; 1880-1942), Essie (Essie Barbara Whitman; nata a Osceola, Arkansas, 4 luglio 1882 - 7 maggio 1963), Alberta “Bert” (nata in Kansas; 1887-1964) e Alice (nata in Georgia; 1900 - 29 dicembre 1968).

## Storia
Le sorelle erano figlie del reverendo Albery Allson Whitman e di Caddie Whitman (nata White), che vissero in Ohio, Arkansas e Kansas prima di stabilirsi ad Atlanta, Georgia. Le sorelle avevano un fratello maggiore, Caswell (1876-1936). Il reverendo A. A. Whitman era conosciuto come il “Poeta Laureato della razza negra”. Le sorelle furono istruite dal padre a cantare canzoni religiose e a ballare, per accompagnarlo nei tour evangelici.
Verso il 1899, Mabel ed Essie iniziarono ad esibirsi come Danzette Sisters (o "Daznette Sisters" secondo altre fonti). Furono invitate a esibirsi a New York da George Walker, ma il padre e il manager insistettero affinché rimanessero per terminare gli studi, e le sorelle continuarono a esibirsi nel sud. Dopo la morte del padre nel 1901, Mabel, Essie e Alberta formarono la Whitman Sisters' Novelty Act Company ad Augusta, in Georgia, e la Whitman Sisters' New Orleans Troubadours, composta da dodici elementi, nel 1904. Le sorelle erano di carnagione chiara, la loro madre probabilmente era bianca, e occasionalmente erano costrette a esibirsi in blackface. Venivano descritte come “brillanti e graziose ragazze mulatte  con "voci meravigliose”. Alberta (“Bert”) si esibiva regolarmente come imitatrice maschile. Trasferirono la loro sede a Chicago nel 1905 e la sorella più giovane, Alice, si aggiunse alla compagnia intorno al 1910. Mabel Whitman gestì la compagnia dopo la morte della madre nel 1909, e nel 1910 organizzò Mabel Whitman and the Dixie Boys, e fece una tournée negli Stati Uniti e (si presume) in Europa.
La ricercatrice Nadine George-Graves ha scritto che le sorelle erano il numero più pagato del circuito Vaudeville. Sebbene abbiano affermato di essersi esibite in Inghilterra per Re Giorgio V, la George-Graves non è stata in grado di fornire prove a sostegno di questa affermazione. Ha scritto che “Molti altri attori hanno iniziato o fatto carriera con la compagnia delle Whitman Sisters. Persone di tutte le razze hanno apprezzato il loro spettacolo. Anche dopo che il Vaudeville non era più al suo apice, continuarono a esibirsi nei teatri e nelle chiese di tutta la nazione e furono ammirate da tutti i tipi di pubblico”.
Secondo la George-Graves, uno spettacolo tipico durante il loro periodo di massima popolarità, dal 1909 al 1920 circa, comprendeva "canzoni giubilari e coon shouts, cakewalks e interruzioni, commedianti, nani, travestiti, belle ragazze che ballavano, negretti, una jazz band". Tra gli altri artisti di spicco della compagnia, in vari periodi, vi erano Leonard Reed, Willie Bryant, Jeni Le Gon, Count Basie, Lonnie Johnson e Bill Robinson.

La George-Graves ha scritto:
Mabel si occupava di tutte le prenotazioni, Essie disegnava e realizzava i costumi, Alberta componeva la musica e Alice, che fin da bambina vinceva gare di cakewalk, era considerata la ballerina di punta. I loro spettacoli dal ritmo incalzante, basati su un format di varietà di canzoni, balli e scenette comiche, includevano una fila di ballerini e una band jazz. Alberta si tagliava i capelli corti, si vestiva da uomo ed eccelleva come imitatrice maschile. Cantante e ballerina flash, "Bert" superava il suo stile con il suo ballo eccentrico. Alice era la star dello spettacolo e veniva definita la “Regina del tip-tap”, valorizzando balli popolari come Ballin' the Jack, Walkin' the Dog e Shim-Sham-Shimmy con un tip-tap chiaro e pulito. Era considerata la migliore ballerina di tip tap degli anni Venti.
Essie Whitman si ritirò dalle scene nel 1926. Dopo la morte di Mabel ad Atlanta nel 1942, la compagnia cessò definitivamente di esistere.

## Eredità
Nonostante i loro quarant'anni di popolarità, le informazioni sulle sorelle sono quasi scomparse. Non hanno lasciato film, né spartiti e quasi nessun disco, anche se Essie ha fatto alcune registrazioni per Black Swan e Paramount nei primi anni Venti.
Le sorelle sopravvissute sono state intervistate negli anni '60 da Jean e Marshall Stearns, che hanno incluso un capitolo sulle Whitman nella loro opera Jazz Dance. Il loro ruolo completo è stato scoperto grazie agli sforzi della studiosa di teatro afroamericano Nadine George-Graves, che ha analizzato una grande quantità di pubblicazioni locali e regionali e ha pubblicato le sue scoperte nel 2000 come The Royalty of Negro Vaudeville: The Whitman Sisters and the Negotiation of Race, Gender and Class in African American Theatre, 1900-1940.
Dopo il ritiro di Essie dagli spettacoli, divenne predicatrice laica a Chicago. Si sposò tre volte e morì, all'età di 80 anni, in un incendio in casa nel 1963. Alberta morì ad Atlanta nel 1964 e Alice morì a Chicago nel 1968. Il figlio di Alice, Albert “Pops” Whitman (1919-1950), divenne un noto ballerino di tip tap.